# Theo Thomassen
Theo Henri Paul Maria Thomassen (Rotterdam, 1950) is een Nederlands historicus, archivaris en emeritus hoogleraar Archiefwetenschap.

## Biografie
Thomassen studeerde af in geschiedenis te Leiden in 1985 en archivistiek (1979 en 1989). Hij was verbonden aan de Rijksarchiefdienst, waar hij zich bezighield met gezantschapsarchieven, en was gedurende 15 jaar docent, waarvan negen jaar directeur van de Rijksarchiefschool. In 1998 werkte hij mee aan Tekst en context van de Handleiding voor het ordenen en beschrijven van archieven van 1898, een uitgave ter gelegenheid van het 100-jarig bestaan van de archiefhandleiding van Muller, Feith en Fruin. Tussen 1998 en 2002 was hij docent archivistiek aan de Universiteit en Hogeschool van Amsterdam. Internationaal hield hij zich bezig met het archiefonderwijs als sectie(vice)voorzitter Onderwijs van de Internationale Archiefraad. Vervolgens was hij vanaf 2002 directeur van de Reinwardt Academie. In 2009 promoveerde hij cum laude op Instrumenten van de macht. De Staten-Generaal en hun archieven 1576-1796.
Per 1 februari 2010 werd Thomassen benoemd tot hoogleraar Archiefwetenschap aan de Universiteit van Amsterdam, als opvolger van prof. dr. Eric Ketelaar. Hij inaugureerde met Archiefwetenschap, erfgoed en politisering op 15 september 2010. Hij publiceerde regelmatig met anderen over archivistiek en het vak van archivaris, alsmede over het archiefonderwijs. Thomassen ging op 29 november 2015 met emeritaat en werd opgevolgd door prof. dr. Charles Jeurgens.